# Galway
Galway (wym. [ˈgɔlweɪ]; irl. Gaillimh [ˈɡalʲɪvʲ]) – miasto w zachodniej Irlandii, stolica hrabstwa Galway. Liczy 79 934 mieszkańców (2016). Według spisu ludności z 2006 roku, w latach 2002–2007 było to najszybciej rozwijające się miasto Irlandii. Jest to jedyne miasto regionu Connacht mające status city.
Galway wzięło swą nazwę od rzeki Gaillimh (Corrib) będącej zachodnią granicą pierwszych zabudowań zwanych Dún Bhun na Gaillimhe (fort u ujścia Gaillimh). Samo słowo Gaillimh znaczy ‛kamienny'. Potocznie miasto nazywane było również Cathair na dTreabh czyli ‛miasto klanów', gdyż w czasach normańskich rządzone było przez 14 klanów kupieckich.
Miasto było Europejską Stolicą Kultury 2020.

## Historia
Początki miasta sięgają 1124 r., gdy król prowincji Connacht, Tairrdelbach mac Ruaidri Ua Conchobair, założył tam fort Dún Bun na Gaillimhe. Z czasem wokół fortu zaczęło pojawiać się osadnictwo. Około roku 1230, podczas inwazji Normanów, miasto przejął ich przywódca – Richard Mor de Burgh.
W grudniu 1484 Galway otrzymało oficjalny status miasta korony angielskiej. Stosunki między miastem a irlandzkimi sąsiadami były trudne, głównie ze względu na brytyjskość miasta, w którym zabroniony był nawet język irlandzki. 

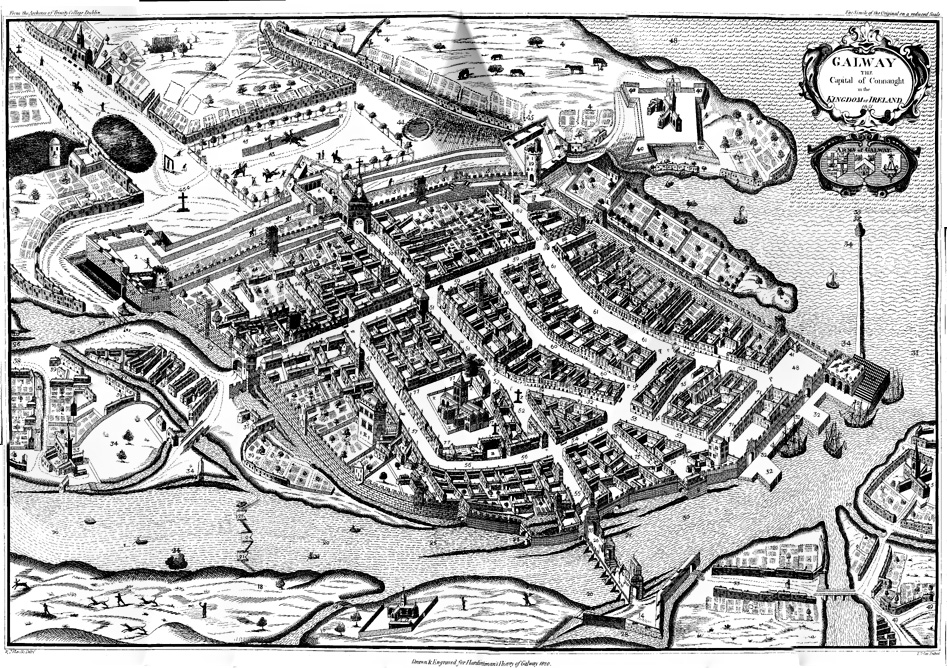
Mapa z 1651 r. pokazuje miasto otoczone murami obronnymi. Na pierwszym planie widzimy rzekę Corrib przeciętą mostem O’Briens Bridge, prowadzącym do Mainguard Street.

W średniowieczu miastem rządziło 14 klanów kupieckich (12 normandzkich i 2 irlandzkie). Wówczas gród przeżywał swoje lata rozkwitu i dostatku. Był to wówczas główny irlandzki port handlowy dla handlu z Hiszpanią i Francją.
W swej drodze do Islandii bądź na Wyspy Owcze, Galway odwiedził Krzysztof Kolumb. Będąc w mieście lub jego okolicy, zapisał na marginesie jednej ze swoich książek, że znalazł dowody na istnienie lądu po drugiej stronie Oceanu Atlantyckiego.
Podczas odrodzenia gaelickiego gród pozostał wierny koronie angielskiej. W czasie najazdu wojsk Cromwella na Irlandię miasto było oblężone przez 9 miesięcy. Pod koniec XVII w. Galway poparło króla angielskiego Jakuba II i jego zwolenników (jakobitów) przeciwko Wilhelmowi III Orańskiemu w wojnie irlandzkiej (1689–1691). W wyniku tego zostało przejęte i okupowane przez wiliamitów po bitwie pod Aughrim w 1691. Miasto wówczas bardzo podupadło i swoją świetność odzyskało dopiero podczas bumu ekonomicznego pod koniec XX w.

## Zabytki i kultura

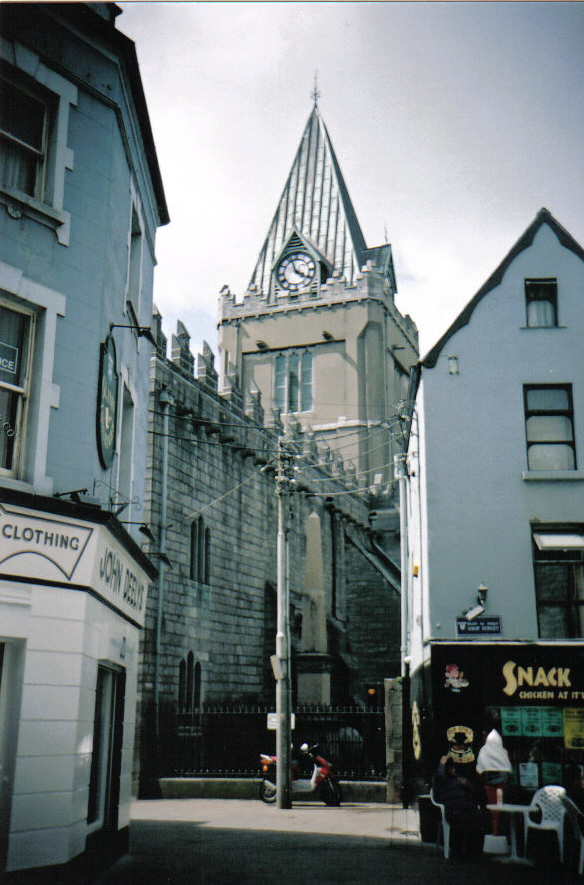
Anglikański Kościół św. Mikołaja jest największym zachowanym średniowiecznym kościołem w Irlandii

Miasto słynne jest ze swoich mocnych tradycji celtyckich: muzyki, pieśni i tańca. Charakterystyczne jest także używanie języka irlandzkiego w oznaczeniach budynków, ulic i innych miejsc w mieście. Miasto posiada irlandzkojęzyczny teatr, Taibhdhearc na Gaillimhe. Galway jest swego rodzaju bramą do otaczającej go Gaeltacht – obszaru, w którym czynnie używa się języka irlandzkiego.
Na początku każdego roku w styczniu zaczyna się w Galway celtyckie święto wiosny Fleadh Imboilg. W kwietniu odbywa się międzynarodowy festiwal literatury, a w maju festiwal muzyczny. Czerwiec i lipiec przeznaczone są na festiwale filmowe i teatralne, w tym odbywający się od 1989 Galway Film Fleadh. Natomiast w sierpniu swoje święto mają miłośnicy koni z całej Irlandii, którzy przybywają na wyścigi (Galway Races). We wrześniu można wziąć udział w Międzynarodowym Festiwalu Ostryg. W październiku odbywa się Międzynarodowy Festiwal Sztuki dla dzieci, a w listopadzie Tulca Visual Arts Festival i Junior Film Fleadh, skierowany do młodych,początkujących filmowców. 
Od 1978 w Galway odbywa się corocznie międzynarodowy festiwal sztuki Galway International Arts Festival.

### Najważniejsze zabytki
- Brownie Square – brama z XVII wieku,
- Dzielnica Łacińska z XVI-wiecznym Lynch's Castle i średniowieczną kolegiatą św. Mikołaja,
- Katedra św. Mikołaja,
- XVI-wieczny Hiszpański Łuk.

### Architektura
W Galway znajduje się jeden ze średniowiecznych ratuszy – zamek Lynchów, w którym znajduje się oddział Allied Irish Banks.
Kościół kolegialny św. Mikołaja jest największym średniowiecznym kościołem w Irlandii. Należy on do Church of Ireland. Został on ufundowany w 1320 roku, a przez kolejne dwa wieki był rozbudowywany.
Rzymskokatolicka Katedra Najświętszej Maryi Panny i Św. Mikołaja została konsekrowana w 1965 roku. Jest to ogromna wapienna budowla wzorowana na kościele z hiszpańskiego miasta Salamanka.
Budynek National University of Ireland, Galway został wzniesiony w 1849 roku, podczas wielkiego głodu jako jeden z trzech oddziałów Queen’s University of Ireland (poza Cork i Belfastem).

## Język i kultura irlandzka
Miasto Galway znane jest z kultywowania języka, muzyki, pieśni oraz tańców irlandzkich. Ze względu na dość powszechną znajomość języka irlandzkiego (w przeciwieństwie do innych miast) zwane jest czasami „dwujęzyczną stolicą”, choć i tutaj w życiu codziennym używany jest język angielski. Galway często nazywane jest bramą Gaeltacht i jest jedynym dużym miastem w tym rejonie.

## Gospodarka
W mieście rozwinął się przemysł spożywczy, metalowy, odzieżowy, meblarski, elektroniczny oraz elektrotechniczny.

## Infrastruktura

### Drogi
Przez Galway przebiegają cztery ważne drogi Irlandii: N17 (łącząca miasto z północnymi hrabstwami), N18 (biegnąca na południe) i N6 (biegnąca na wschód oraz autostrada łącząca Galway z Dublinem, otwarta w 2010 roku.

### Kolej
W 1851 r. miasto włączone zostało w irlandzką sieć kolejową. Stacja kolejowa obsługuje połączenia m.in. z Dublinem i Limerickiem. Pokonanie 208-kilometrowego dystansu między Galway i stolicą Irlandii zajmuje ok. 3 godzin.

### Połączenia autobusowe
Miasto ma wiele połączeń zarówno z głównymi, jak i mniejszymi miejscowościami w Irlandii. Połączenia realizuje przede wszystkim narodowy przewoźnik Bus Éireann.

### Porty lotnicze
Istnieje port lotniczy Galway. W odległości około 80 km na południe od miasta (około 60 minut jazdy samochodem) znajduje się port lotniczy Shannon, z którego latają samoloty do wielu miast w Europie (w tym Polski) oraz do Stanów Zjednoczonych. W podobnej odległości na północ znajduje się port lotniczy Ireland West Airport Knock obsługujące połączenia z Wielką Brytanią oraz południem Europy. Ponadto na zachodzie miasta znajduje się też mniejsze lotnisko, Conamara Regional Airport, obsługujące połączenia z wyspami Aran.

### Port
Przystań portowa w Galway jest położona na zachodnim krańcu Zatoki Galway. Z przystani w Rossaveal i Doolin kursują promy na wyspy Aran.

## Sport
Najpopularniejszymi dyscyplinami w Galway są: hurling i futbol gaelicki. Główne mecze odbywają się na Pearse Stadium. Miasto posiada także drużyny rugby grające w Pro12. Dodatkowo uprawiane jest tutaj żeglarstwo (zarówno na morzu jak i na jeziorze Corrib), istnieją też drużyny piłki ręcznej, koszykówki i kick-boxingu, miasto posiada też stadiony przeznaczone do wyścigów konnych oraz wyścigów chartów.

## Miasta partnerskie
Miasta partnerskie Galway:
- Aalborg, Dania (1997)
- Seattle, Stany Zjednoczone (1986)
- Saint Louis, Stany Zjednoczone (1977)
- Chicago, Stany Zjednoczone (1997)
- Cambridge, Stany Zjednoczone (1994)
- Lorient, Francja (1975)
- Menlo Park, Stany Zjednoczone (2015)
- Milwaukee, Stany Zjednoczone (2001)

Miasto podpisało porozumienia o przyjaźni z następującymi miastami:
- Auckland, Nowa Zelandia (2002)
- Moncton, Kanada (2002)
- Qingdao, Chińska Republika Ludowa (1999)
- Stirling, Szkocja (2012)